# Vidiian
A vidiianok a Star Trek-univerzum Delta kvadránsában kifejlődött humanoid civilizáció. Régebben társadalmuk nagyon hasonlított a Föderációra, békés és művelt tudósok, felfedezők alkották.

## Leírásuk
Amikor a USS Voyager felfedezte őket, addigra már egy olyan pestis-szerű betegségben szenvedtek - amelyet ők „Kórnak” neveztek -, és amely a testük minden részét megtámadta. Bár a vidiian orvostudomány jóval fejlettebb, mint a Föderációé, de miután nem képesek testrészeket klónozni, így csak állandóan átültetett szervekkel tudják meghosszabbítani életüket. Ezért gyakran támadnak meg más fajokat, hogy azoktól lopjanak szerveket, így egy átlagos vidiian sokféle különböző idegen szervből, és különböző idegen bőrből építi fel testét. Nem lehet tudni, hogy teljesen egészséges vidiianok léteznek-e még.

## Társadalmuk
A Voyager amikor először találkozott ezzel a fajjal, két vidiian ellopta Neelix tüdejét, de később is számos alkalommal támadták meg a hajót. Kétségbeesett szervlopásaikat a kormányuk (hivatalos nevén „Vidiian Testvéri Egylet” vagy Vidiian Testvériség) is támogatta. Katonai iparuk az ellenálló klingon fiziológiában vélte a Kór ellenszerét megtalálni, de B’Elanna Torresen végzett kísérleteik sem jártak sikerrel. Később, amikor a Voyager már elhagyta a vidiian felségűrt, és találkozott a magukat „Agytröszt”-nek nevező idegen csoportosulással, akkor azok vezetője, Kurros úgy tájékoztatta Janewayt, hogy nekik sikerült megtalálniuk a Kór ellenszerét.